# Heilig Hartbeeld (Slenaken)
Het Heilig Hartbeeld is een standbeeld in de Nederlandse plaats Slenaken, in de provincie Limburg.

## Achtergrond
De Maastrichtse beeldhouwer Jean Weerts maakte het Heilig Hartbeeld dat in november 1941 werd geplaatst op het kerkhof naast de Sint-Remigiuskerk. Voor de plaatsing werden trappen en pilaren aan de ingang van het kerkhof verwijderd en de opgang naar de kerk verlegd. Het beeld is later verplaatst en staat nu op een eenvoudige sokkel op het kerkhof nabij de entree van de kerk.

## Beschrijving
Het beeld is gemaakt van pierre de Lens, een Franse kalksteen. Het toont een blootsvoetse, staande Christus, in lang gewaad en omhangen met een mantel. Hij wijst met zijn rechterhand naar het Heilig Hart op zijn borst. In zijn handen zijn de stigmata zichtbaar. De zwierigheid van het beeld, met gebogen knie en enigszins gedraaide houding, geeft de indruk van beweging.
Het beeld was aanvankelijk geplaatst op een kalkstenen sokkel, na herplaatsing kreeg het een van bakstenen gemetseld voetstuk. 